# Grimoald Mladší
Grimoald zvaný Grimoald Mladší (7. století? - 714 Lutych) byl majordomem Neustrie od roku 695 do své smrti v roce 714. Byl druhorozeným synem Pipina II. Prostředního a Plektrudy. Jeho otec mu předal úřad majordoma v Neustrijském království v roce 695, když byl ještě velmi mladý.
Oženil se s Theudesindou, dcerou Radboda, krále Fríska. Měl dva syny, Theudoalda a Arnolda. Při návštěvě hrobky svatého Lamberta v Lutychu byl zavražděn jistým Rangarem, který byl ve službách tchána Radboda. Grimoald zemřel krátce před svým otcem Pipinem a tak jeho nevlastní bratr Karel Martel si uzurpoval pozemky i úřad majordoma, proto synové Grimoalda s ním pokračovali v boji o nástupnictví.